# Lenn Dauphin
Lenn Dauphin (23 november 1973 - 31 augustus 2016) was een Belgische muzikant, fotograaf en graficus. Dauphin kwam uit een creatief gezin: zijn vader Gerald was fotograaf voor verschillende Vlaamse tijdschriften. Zijn moeder, Frieda Dauphin-Verhees, was docente kostuumontwerp aan de Koninklijke Academie voor Schone Kunsten van Antwerpen.
Dauphin speelde begin jaren 2000 contrabas bij Traktor. In 2002 werd hij lid van Maxon Blewitt, de band van Bjorn Eriksson. Via Eriksson werd hij bassist op de soundtrack van The Broken Circle Breakdown en speelde hij bij Eriksson's swingjazzband Les Blauw.
Dauphin was lid van Runnin' Wild, die in 2012 de begeleidingsband werd van Crystal Ouchène (dochter van Runnin' Wild-lid Patrick Ouchène). Onder de naam Crystal & Runnin' Wild wonnen ze in 2013 de Belgische finale van Hard Rock Rising. Daarnaast speelde hij mee met uiteenlopende bands en muzikanten, onder meer met Stijn Vandeputte en de Fixkes.
Hij overleed op 42-jarige leeftijd aan de complicaties van een ongelukkige val op zijn appartement.
In 2017 brachten Eriksson Delcroix en het Sun Sun Sun Orchestra het album Magic Marker Love uit. Dit album was opgedragen aan Lenn Dauphin.